# 選択教科
選択教科（せんたくきょうか）とは、学校教育等において、その教科を履修していなくても進級・卒業することが可能である教科のこと。ただし、選択教科をまったく履修する必要が無いという場合は少なく、いくつかの教科を選択して履修しなければならない場合が多い。必修教科の対立概念。

## 日本の学制における選択教科
小学校においては学習指導要領上選択教科の規定は無い。
中学校においては、各学校が生徒の特性等に応じた多様な学習活動が行えるよう適切な選択教科を設ける事が規定されており、第二学年では1教科以上、第三学年では2教科以上の選択教科を設けることとされている。また、各選択教科に当てる時間数について、第一学年では30単位時間まで第二および第三学年においては70単位時間までのあいだで、適切に定めるものとされている。
高等学校においては、学習指導要領上選択教科の規定が無い。しかし、必修の科目以外にも選択的に教科・科目を履修する事となっており、この部分が、実際の高校教育カリキュラムにおいては、選択教科として認識される事になる。

## 英国の学制における選択科目
英国においては、16歳までが義務教育であり、選択科目として、アート・音楽・演劇・家庭科・木工・陶芸・写真などが設定されている。

## ドイツの学制における選択領域
ギムナジウム上級段階の授業には必修領域と選択領域がある。
バーデン・ヴュルテンベルク州の場合、選択領域には、課題領域I（言語/文学/芸術課題領域）の選択教科に課外活動としての外国語（フランス語・ラテン語・ギリシャ語・ロシア語・ヘブライ語・イタリア語・スペイン語・ポルトガル語・ 中国語・日本語・トルコ語）と文学・課題領域II（社会科学課題領域）の選択教科に哲学と心理学・課題領域III（数学/自然科学/技術課題領域）の選択教科に天文学・図学・コンピュータ代数システムの問題解明・地学・情報学がある。